# Fenyőszajkó

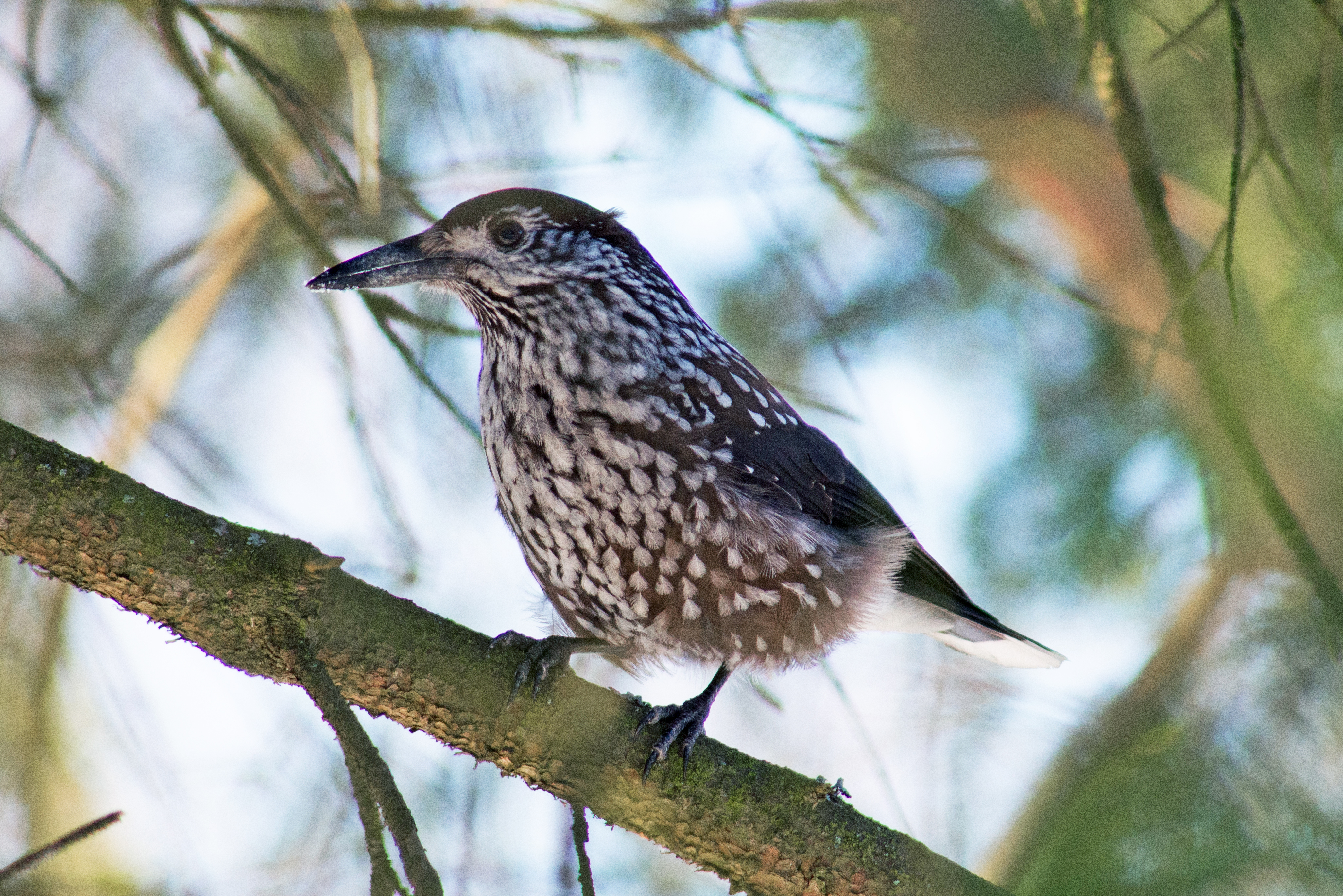
És egy másik Finnországból

A fenyőszajkó (Nucifraga caryocatactes) a madarak (Aves) osztályának verébalakúak (Passeriformes) rendjébe, ezen belül a varjúfélék (Corvidae) családjába tartozó faj.

## Rendszerezése
A fajt Carl von Linné svéd természettudós írta le 1758-ban, a Corvus nembe Corvus caryocatactes néven. 

## Alfajai
- Nucifraga caryocatactes caryocatactes (Linnaeus, 1785) - Európa, a Kaukázus és Kazahsztán északi része
- Nucifraga caryocatactes macrorhynchos (Brehm, 1823) - az Urál-hegységtől Szibéria keleti részéig és Északkelet-Kína és a Koreai-félsziget
- Nucifraga caryocatactes rothschildi (Hartert, 1903) - Kazahsztán és Északnyugat-Kína
- Nucifraga caryocatactes japonica (Hartert, 1897) - a Kuril-szigetek és Japán
- Nucifraga caryocatactes owstoni (Ingram, 1910) - Tajvan
- Nucifraga caryocatactes interdicta Kleinschmidt and Weigold, 1922) - Kína északi része
- Nucifraga caryocatactes hemispila (Vigors, 1831) - a Himalája északnyugati és középső része
- Nucifraga caryocatactes macella (Thayer and Bangs, 1909) - a Himalája keleti része, Kína középső és déli része és Mianmar északi része
- Nucifraga caryocatactes yunnanensis (Ingram 1910) - Jünnan

## Előfordulása
Európa és Ázsia területén honos. Természetes élőhelyei a tűlevelű erdők, mérsékelt övi erdők, szubtrópusi és trópusi hegyi erdők, valamint városi régiók. Állandó, nem vonuló faj.

### Kárpát-medencei előfordulása
Magyarországon rendszeres átvonuló és téli vendég.

## Megjelenése
Testtömege 34 centiméter, tömege 150-200 gramm. Sötétbarna sapkája és szárnya van. Tollruhája világosbarna, fehér mintázattal, ami jól elrejti a környezetében.

## Életmódja
Fenyőfélék, különösen a cirbolyafenyő magvait, csonthéjasok termését, rovarokat és néha kisebb rágcsálókat is elfogyaszt.

## Szaporodása
Jól elrejtett fészkét, általában a fenyőfák északi oldalára rakja, gallyakból és háncsból, mohával bélelve.
Fészekalja 3-5 tojásból áll, a kotlás 17-19 napig tart, a fiókák még 24-25 napig a fészekben tartózkodnak.
|  |

## Természetvédelmi helyzete
Az elterjedési területe rendkívül nagy, egyedszáma nagy de csökken. A Természetvédelmi Világszövetség Vörös listáján nem fenyegetett fajként szerepel. Magyarországon védett, természetvédelmi értéke 25 000 Ft.